# Henri Pépin
Pour les articles homonymes, voir Pépin.
Henri Pépin ou Henri Pépin de Gontaud (du nom de sa commune de naissance, en Lot-et-Garonne), né le 18 novembre 1864 à Gontaud et mort le 31 décembre 1915 à Bordeaux, est un cycliste français.

## Biographie
Henri Pépin, riche habitant de Gontaud (Lot-et-Garonne) a pratiqué le cyclisme de compétition en dilettante. Le 24 septembre 1894, sur le vélodrome de Marmande, il parcourut la distance de 29,96 km dans l'heure, sans pouvoir battre le record établi l'année précédente par Henri Desgrange (35,325 km).
Il est parfois considéré comme le créateur de la fonction d'équipier : en effet, participant en dilettante, trois fois au Tour de France, il rémunère des équipiers qui partagent avec lui bons restaurants et hôtels onéreux et qui l'attendent et l'aident au cours des étapes. Ce fut notamment le cas de Jean Gauban et de Jean Dargassies sur le Tour de France 1907 qui avaient pour consigne de « ne pas l'abandonner un seul instant » .

## Palmarès

### Résultats sur les grands tours

#### Tour de France
- 1905 : abandon (7e étape).
- 1907 : abandon (5e étape).
- 1914 : abandon (1re étape).